# Actinanthus
Actinanthus, monotipski biljni rod iz porodice štitarki, čiji jedini predstavnik A. syriacus raste samo po Siriji i Libanonu.